# Kometa
Das Kolomna Eislaufzentrum (russisch Коломенский центр конькобежного спорта) genannt Kometa ist eine an der Moskwa gelegene Eissporthalle in Kolomna, Russland.
Die Halle ist nach dem Eispalast Krylatskoje und des Uralskaja Molnija die dritte Halle in Russland. Der Architekt der Multifunktionshalle ist der Niederländer Bertus Butter der auch an der Gestaltung der Adler Arena in Sotschi beteiligt war.
Der dritte Weltcup der Saison 2007/08 über die Langstrecken machte im Dezember 2007 hier Station. Über 5000 Meter gelang Gretha Smit eine selten gesehene Leistung. In der B-Gruppe startend lief sie die 5000 Meter in 6:53,63 min und unterbot die Zeit der Siegerin des Weltcups Martina Sáblíková, die dafür 6:53,67 min benötigte.
Bei den Mehrkampfeuropameisterschaften 2008 vom 12. bis 13. Januar belegte der Deutsche Tobias Schneider im großen Mehrkampf Rang sieben. Mit Platz 5 über die Abschließenden 10.000 Meter konnte er an der Gesamtwertung nichts mehr ändern. Schneider stellte aber mit 152,159 Punkten einen neuen deutschen Rekord auf.

## Veranstaltungen
| Mehrkampfeuropameisterschaft | 2008                      |
| Weltcup                      | 2007/08, 2008/09, 2012/13 |

## Bahnrekorde
Die Kometa zählt zu den schnellsten Eisschnelllaufbahnen der Welt.

### Frauen
| Strecke                 | Athlet                                                  | Zeit     | Datum                  | Wettkampf                              |
| ----------------------- | ------------------------------------------------------- | -------- | ---------------------- | -------------------------------------- |
| 0100 m                  | Jenny Wolf                                              | 0 10,33  | 25. Januar 2009        | Weltcup 2008/09                        |
| 0500 m                  | Jenny Wolf                                              | 0 37,51  | 24. Januar 2009        | Weltcup 2008/09                        |
| 01000 m                 | Margot Boer                                             | 01:15,79 | 24. Januar 2009        | Weltcup 2008/09                        |
| 01500 m                 | Marrit Leenstra                                         | 01:55,03 | 24. November 2012      | Weltcup 2012/13                        |
| 03000 m                 | Martina Sáblíková                                       | 04:01,67 | 12. Januar 2008        | Mehrkampf-EM 2008                      |
| 05000 m                 | Martina Sáblíková                                       | 06:53,42 | 13. Januar 2008        | Mehrkampf-EM 2008                      |
| 10.000 m                | Jelena Rubina                                           | 17:24,26 | 3. April 2009          | Russische Masters-Meisterschaften 2009 |
| Team Pursuit (6 Runden) | RusslandAlla Schabanowa Olga Graf Jekaterina Lobyschewa | 3:10,20  | 20. März 2008          | Russische Meisterschaften 2008         |
| Mehrkampf               | Athlet                                                  | Punkte   | Datum                  | Wettkampf                              |
| 2 × 500 m               | Swetlana Kaikan                                         | 076,500  | 22. – 23. März 2007    | Russische Meisterschaften 2007         |
| Sprint-MK               | Jing Yu                                                 | 152,575  | 24. – 25. Januar 2009  | Weltcup 2008/09                        |
| Mini-MK                 | Galina Lichatschowa                                     | 162,206  | 14. – 15. Februar 2009 | Competition Of The City Kolomna 2009   |
| Kleiner MK              | Ireen Wüst                                              | 160,533  | 12. – 13. Januar 2008  | Mehrkampf-EM 2008                      |

Nicht oder nicht mehr im internationalen Wettkampf ausgetragen.
- Stand: 6. Februar 2014[2]
- Summe der auf 500 m heruntergebrochenen Einzelstrecken (500, 1000, 1500, 3000, 5000 Meter): 195,368 Pkt.

### Männer
| Strecke                 | Athlet                                                 | Zeit     | Datum                   | Wettkampf                      |
| ----------------------- | ------------------------------------------------------ | -------- | ----------------------- | ------------------------------ |
| 0100 m                  | Yuya Oikawa                                            | 0 9,61   | 25. Januar 2009         | Weltcup 2008/09                |
| 0500 m                  | Dmitri Lobkow                                          | 0 34,35  | 11. Januar 2007         | RussiaCup 2007                 |
| 01000 m                 | Denny Morrison                                         | 01:08,53 | 24. Januar 2009         | Weltcup 2008/09                |
| 01500 m                 | Jewgeni Lalenkow                                       | 01:45,24 | 13. Januar 2008         | Mehrkampf-EM 2008              |
| 03000 m                 | Iwan Skobrew                                           | 03:43,73 | 16. Dezember 2006       | ?                              |
| 05000 m                 | Sven Kramer                                            | 06:10,62 | 24. November 2012       | Weltcup 2012/13                |
| 10.000 m                | Sven Kramer                                            | 13:03,30 | 13. Januar 2008         | Mehrkampf-EM 2008              |
| Team Pursuit (8 Runden) | RusslandAleksej Naumkin Denis Anisimov Sergei Grjaszow | 3:52,66  | 25. Dezember 2009       | Russische Meisterschaften 2010 |
| Mehrkampf               | Athlet                                                 | Punkte   | Datum                   | Wettkampf                      |
| 2 × 500 m               | Dmitri Lobkow                                          | 069,480  | 22. – 23. März 2007     | Russische Meisterschaften 2007 |
| Sprint-MK               | Tadashi Obara                                          | 140,125  | 24. – 25. Januar 2009   | Weltcup 2008/09                |
| Mini-MK                 | Dimitri Fedotow                                        | 151,033  | 23. – 24. November 2013 | Oleg Gontscharenko Memorial    |
| Kleiner MK              | Alexei Jessin                                          | 152,737  | 3. Februar 2007         | Russische Meisterschaften 2007 |
| Großer MK               | Sven Kramer                                            | 147,716  | 12. – 13. Januar 2008   | Mehrkampf-EM 2008              |

Nicht oder nicht mehr im internationalen Wettkampf ausgetragen.
- Stand: 6. Februar 2014[2]
- Summe der auf 500 m heruntergebrochenen Einzelstrecken (500, 1000, 1500, 5000, 10.000 Meter): 179,922 Pkt.